# Valence-d'Albigeois
Valence-d'Albigeois è un comune francese di 1 293 abitanti situato nel dipartimento del Tarn nella regione dell'Occitania.

## Società

### Evoluzione demografica
Abitanti censiti